# حفل توزيع جوائز الأكاديمية الإفريقية للأفلام الثاني عشر
حفل توزيع جوائز الأكاديمية الأفريقية للأفلام الثاني عشر (بالإنجليزية: 12th Africa Movie Academy Awards) هُو حفل توزيع جوائز الأكاديمية الأفريقية للأفلام الخاص بسنة 2016، وقد نُظم الحفل يوم السبت 11 يونيو 2016 في مدينة بورت هاركورت في نيجيريا.

## الجوائز
الأشماء أو الأفلام الفائزة هي بخط غليظ.
| أفضل فيلم | أفضل مُخرج |
| --- | --- |
| - عين العاصفة (بوركينا فاصو) - الملعونون (غانا) - فيفتي (نيجيريا) - أياندا (جنوب أفريقيا) - La Pagne (النيجر) - Dry (نيجيريا) - قل لي شيئا جميلا (جنوب أفريقيا) - Behind Closed Doors (المغرب) | - نانا أوبيري إيبوا & Maximilian Claussen – الملعونون - بايي بانديلي - فيفتي - سيكو تراوري – عين العاصفة - سارة بليتشر – أياندا - Mousa Hamadou Djingarey – La Pagne - ستيفاني أوكيريكي لينوس – Dry - أكين أوموتوسو –قل لي شيئا جميلا - Muhammed Bensouda – Behind Closed Doors |
| أفضل مُمثل في دور مُساعد | أفضل مُمثلة في دور مُساعد |
| - Abidine Dioari – عين العاصفة - Joseph Otsiman – الملعونون - Uti Nwachukwu – Breathless - Adeolu Adekola – Taxi Driver - Kenneth Nkosi – أياندا - Thomas Gumede – قل لي شيئا جميلا            | - تيشيوي زيكوبو – قل لي شيئا جميلا - Maureen Okpoko – Missing God - إيجيوما غرايس أغو – Jimi Bendel/Taxi Driver - Bontte Modiselle – اسمعني أتحرك - Nthati Moshesh – أياندا - ليندا إيجيفور – Out of Luck                                                                       |
| أفضل مُمثل في دور رئيسي | أفضل مُمثلة في دور رئيسي |
| - دانييل كي دانييل – قصة جندي - أوريس إيرويرو – الملعونون - أوه. سي. أوكيجي – أياندا - Fragrass Assande – عين العاصفة - Masego Maps Maponyane ‏ – قل لي شيئا جميلا - Buiferi Yakoubi – La Pagne | - فولو موغوفاني – أياندا - Zined Odieb – Behind Closed Doors - أديسوا إتومي – Falling - Maimouna N'Daiye – عين العاصفة - نسي إيكبي إيتيم، وإيريتيولا دويل، وأوموني أوبولي، وداكور إغبيسون أكاندي – فيفتي - نومزامو مباثا – قل لي شيئا جميلا                                     |
| أفضل تصميم أزياء ‏ | أفضل مكياج ‏ |
| - عين العاصفة - Oshimiri - الملعونون - أياندا - قصة جندي | - قصة جندي - Oshimiri - الملعونون - Missing God |
| أفضل تصوير سينمائي ‏ | أفضل تصميم إنتاج ‏ |
| - الملعونون - فيفتي - أياندا - عين العاصفة - قل لي شيئا جميلا | - الملعونون - أياندا - Missing God - قصة جندي - Out of Luck |
| أفضل مونتاج ‏ | أفضل سيناريو ‏ |
| - اسمعني أتحرك - Behind Closed Doors - Rebecca - الملعونون - عين العاصفة | - قل لي شيئا جميلا - الملعونون - The Visit ‏ - عين العاصفة - ما وراء الدم |
| أفضل فيلم في لُُغة أفريقية ‏ | أفضل فيلم نيجيري |
| - Missing God (نيجيريا) - بالا بالا سيسي (أوغندا) - Brotherhood Eye (مالي) - Cursed Treasure (غانا) - Wako (أوغندا) - Daggers of Life (غانا)                                                   | - Dry - ما وراء الدم - فيفتي - Missing God - Falling - أو تاون |
| أفضل فيلم قصير ‏ | أفضل فيلم رسوم مُتحركة ‏ |
| - Meet The Parents (نيجيريا/Canada) - Encounter (نيجيريا) - Le Chemin (Côte d'Ivoire) - Blood Taxi (نيجيريا) - Nourah The Holy Light (بوركينا فاصو) - Ireti - Life of Nigerian couple          | - The Pencil (بوركينا فاصو) - The Peculiar Life of a Spider (غانا) - Funsie Fast Fingers (نيجيريا) - Lazare Sie Pale (بوركينا فاصو) |
| أفضل وثائقي ‏ | أفضل فيلم أخرجه أفريقي يعيش خارج القارة ‏ |
| - الشجرة غير المثمرة (Niger) - My Fathers Funeral (Cameroon) - Nollywood (نيجيريا) - Tchindas (Cape Verde) - Runs ‘I too Seek The Horizon’ (نيجيريا/المملكة المتحدة) - Camera/Woman (المغرب)   | - لامبادينا (Ethiopia/الولايات المتحدة) - Skinned (Liberia/الولايات المتحدة) - LAPD African Cop (الولايات المتحدة/نيجيريا) - Boxing Day (الولايات المتحدة/نيجيريا) - MONA (نيجيريا/المملكة المتحدة)                                                                             |
| أفضل فيلم قصير بالنسبة للشتات | أفضل فيلم وثائقي بالنسبة للشتات ‏ |
| - Across The Track (الولايات المتحدة) - Raptors (الولايات المتحدة) - Lines (الولايات المتحدة)                                                                                                  | - Spirits of Rebellion (الولايات المتحدة) - America's Blues (الولايات المتحدة) - Can You Dig This (الولايات المتحدة) |
| أفض فيلم طويل بالنسبة للشتات ‏ | أفضل موسيقى تصويرية ‏ |
| - بن وآرا (الولايات المتحدة) - America Is Still the Place (الولايات المتحدة) - Luv Don’t Live Here (الولايات المتحدة)                                                                          | - أو تاون - قل لي شيئا جميلا - الملعونون - اسمعني أتحرك - Le Pagne |
| أفضل مُؤثرات بصرية ‏ | أفضل صوت ‏ |
| - Oshimiri - اسمعني أتحرك - Stupid Movie - House Arrest (أوغندا) - قصة جندي | - فيفتي - عين العاصفة - الملعونون - Behind Closed Doors (المغرب) - Rebecca (غانا) - Falling |
| أفضل مُمثل واعد ‏ | أفضل أول عمل إخراجي لمُخرج واعد |
| - Zubaidat Ibrahim Fagge - Dry - Nyanso Dzedze - اسمعني أتحرك - Ophelia Klenam Dzidzornu - الملعونون - Ifu Ennada - أو تاون - Eve Esin - Oshimiri                                              | - Beyond Blood by Greg Odutayo - MONA by Anthony Abuah - 8 Bars and a Clef by Chioma Onyenwe |